# Els hereus de la terra (sèrie de televisió)
Els hereus de la terra (originalment en castellà, Los herederos de la tierra) és una sèrie de televisió espanyola, basada en la novel·la homònima d'Ildefonso Falcones, produïda per Atresmedia, Televisió de Catalunya i Netflix en col·laboració amb Diagonal TV. És protagonitzada per Yon González, Michelle Jenner, Elena Rivera, Rodolfo Sancho i Aria Bedmar, entre d'altres.
La sèrie està formada per una única temporada de 8 episodis de menys duna hora de durada. La seva estrena va tenir lloc el 15 d'abril de 2022 a Netflix i un any més tard, la sèrie es va rellançar a Antena 3 i TV3 gràcies a l'acord aconseguit amb Netflix. Aquest acord implicava que la sèrie estigui doblada al català per l'emissió a la televisió pública catalana. El 17 de setembre de 2023 es va estrenar el primer capítol a TV3.

## Trama
Els hereus de la terra ens trasllada a la Barcelona tardomedieval de l'any 1387 i narra la història de l'Hug Llor, un noi de 12 anys que passa la major part del temps als carrers. El seu dia també transcorre a les drassanes i el seu somni és convertir-se en un constructor de vaixells artesà, encara que el seu destí és incert. La vida de l'Hug no és fàcil, és un noi molt solitari i la seva mare es veu obligada a allunyar-se'n, però compta amb el suport i la protecció d'un respectat ancià: Arnau Estanyol.

## Elenc
- Yon González com a Hug Llor[8]
- Rodolfo Sancho com a Bernat Estanyol
- Mercedes León com a Barcha
- Javier Iglesias com a Baraka
- Elena Rivera com a Caterina Llor
- David Solans com a Hug Llor jove
- Aria Bedmar com a Mercè
- Jesús Carroza com Guerau
- Joan Carles Bestard com a Cubero de Sitges
- Pere Arquillué com a Roger Puig
- Manel Sans com Mateo
- Pedro Casablanc com a Galcerán Destorrent
- Natalia Sánchez com a Marta Destorrent
- María Rodríguez Soto com a Regina
- Gabriela Andrada com a Dolça
- Anna Moliner com a Margarida Puig
- Christian Caner com Mateu
- Arturo Sancho com a Bernat Estanyol jove
- Aitor Luna com Arnau Estanyol
- Michelle Jenner com a Mar Estanyol
- Fernando Albizu
- Manuel Gancedo
- Juli Fábregas

## Producció

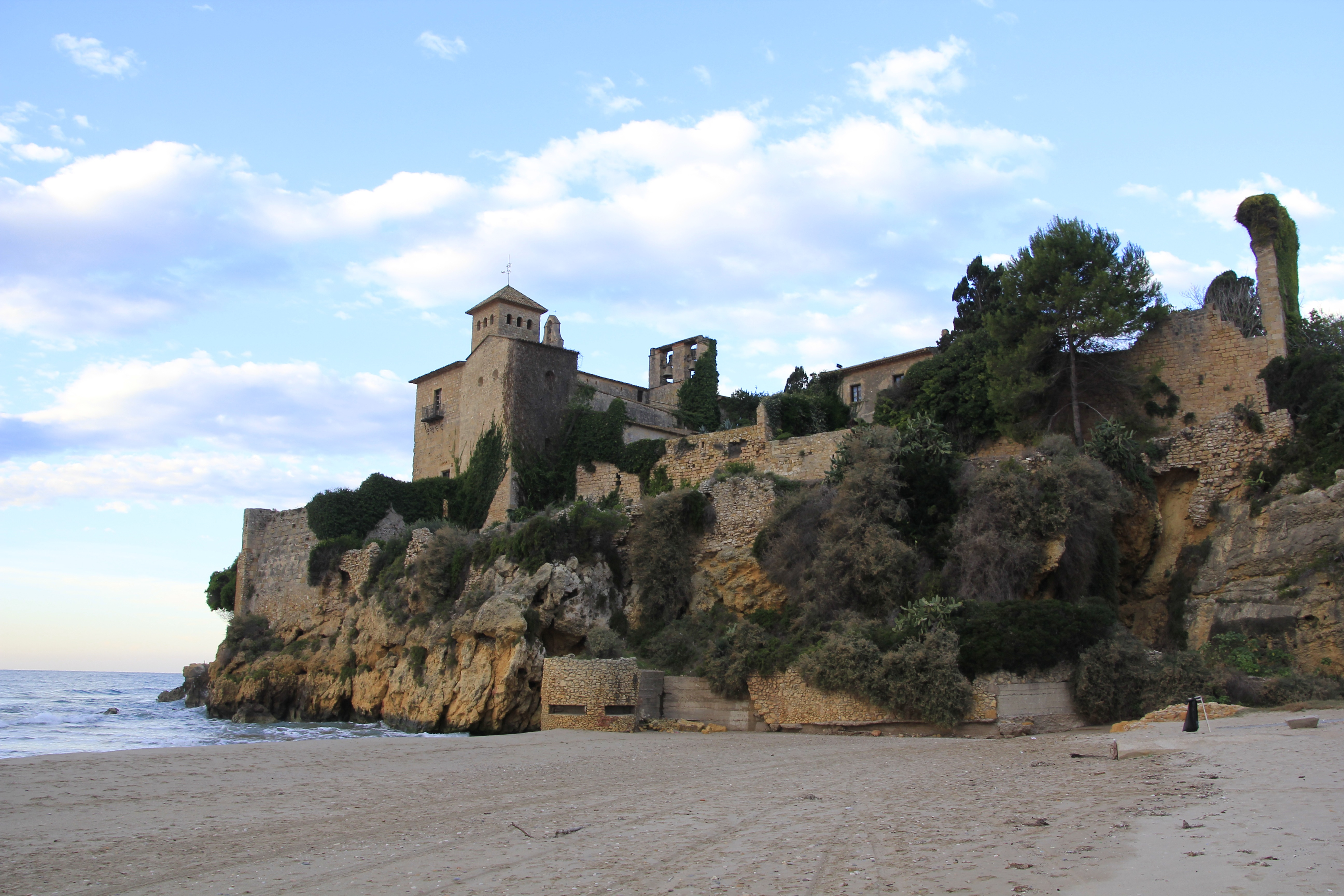
La platja de Tamarit va ser un lloc de rodatge.

El 22 de maig del 2020, Atresmedia i Netflix, van anunciar que estaven arribant a un acord per a la producció de la segona part de La catedral del mar. La segona part narraria les vivències de l'Hug Llor que es recullen a la novel·la homònima d'Els hereus de la terra.

### Rodatge
El rodatge de la seqüela, va començar el 6 de novembre de 2020. La filmació es va traslladar a la ciutat de Barcelona, Girona, Tortosa i Tarragona. El rodatge va finalitzar el 5 de març de 2021.

## Episodis
| Núm. | Títol        | Direcció     | Guió                        | Data d'emissió original | Data d'emissió a TV3   |
| ---- | ------------ | ------------ | --------------------------- | ----------------------- | ---------------------- |
| 1    | «Destí»      | Jordi Frades | Rodolf Sirera               | 15 d'abril de 2022      | 17 de setembre de 2023 |
| 2    | «Penitència» | Jordi Frades | Sergio Barrejón             | 15 d'abril de 2022      | 17 de setembre de 2023 |
| 3    | «Talió»      | Jordi Frades | Macu Tejera i Miriam García | 15 d'abril de 2022      | 24 de setembre de 2023 |
| 4    | «Ferida»     | Jordi Frades | Antonio Onetti              | 15 d'abril de 2022      | 24 de setembre de 2023 |
| 5    | «Esclaus»    | Jordi Frades | Antonio Onetti              | 15 d'abril de 2022      | 1 d'octubre de 2023    |
| 6    | «Beatriu»    | Jordi Frades | Macu Tejera i Miriam García | 15 d'abril de 2022      | 8 d'octubre de 2023    |
| 7    | «Verí»       | Jordi Frades | Sergio Barrejón             | 15 d'abril de 2022      | 22 d'octubre de 2023   |
| 8    | «Redempció»  | Jordi Frades | Rodolf Sirera               | 15 d'abril de 2022      | 29 d'octubre de 2023   |